# Långsjön (Ströms socken, Jämtland)
Långsjön är en sjö i Strömsunds kommun i Jämtland och ingår i Ångermanälvens huvudavrinningsområde. Sjön har en area på 0,118 kvadratkilometer och ligger 293 meter över havet.

## Delavrinningsområde
Långsjön ingår i det delavrinningsområde (707535-150570) som SMHI kallar för Inloppet i Onsjön. Medelhöjden är 290 meter över havet och ytan är 5,15 kvadratkilometer. Räknas de 9 avrinningsområdena uppströms in blir den ackumulerade arean 104,65 kvadratkilometer. Malmån som avvattnar avrinningsområdet har biflödesordning 4, vilket innebär att vattnet flödar genom totalt 4 vattendrag innan det når havet efter 157 kilometer. Avrinningsområdet består mestadels av skog (58 procent) och sankmarker (29 procent). Avrinningsområdet har 0,12 kvadratkilometer vattenytor vilket ger det en sjöprocent på 2,3 procent.